# 王璣 (萬曆進士)
王璣（1580年—？），字用齊，號赤城，直隶大名府開州（今河南省濮阳县）人，明朝政治人物、进士出身。

## 生平
九月二十五日生。萬曆二十八年（1600年）庚子科順天府鄉試舉人，四十七年（1619年）己未科进士，工部觀政，丁憂。天啓元年（1621年）授寧國縣知縣，三年調宣城縣，六年升户部主事，管山海關粮儲，丁憂。。

## 家族
祖父王以道，知縣。父王萬春，王府紀善。